# Norah Borges
Norah Borges, eigentlich Leonor Fanny Borges Acevedo, (* 4. März 1901 in Palermo, Argentinien; † 20. Juli 1998 ebenda) war eine argentinische Künstlerin und Kunstkritikerin.

## Leben
Borges war die Tochter des Juristen und Schriftstellers Jorge Borges Haslam und dessen Ehefrau Leonor Acevedo Suárez. Der Schriftsteller Jorge Luis Borges war ihr älterer Bruder.
1914, kurz vor Ausbruch des Ersten Weltkriegs, reiste Borges zusammen mit ihrer Familie nach Genf. Ihr Bruder, der zu erblinden drohte, sollte sich dort einer Augenoperation unterziehen. Während dieser Zeit wurde Borges dort erst von ihren Eltern, später von Hauslehrern unterrichtet.
Im Sommer 1919 reiste Borges nach Mallorca um im Atelier des Malers Sven Westman (1867–1962) zu arbeiten. Zusammen mit ihrem Bruder, der sie begleitet hatte, gründete sie dort auch die Zeitschrift Baleares. Später wechselte sie zu Julio Romero de Torres, einem Maler in Madrid. Dort machte sie u. a. die Bekanntschaft des Schriftstellers Juan Ramón Jiménez und illustrierte einige seiner Bücher.
Als 1921 ihre Familie zurück nach Argentinien reiste, begann sie an der École des Beaux-Arts in Genf Bildhauerei bei Maurice Sarkisoff (1882–1946) zu studieren. Mit Unterstützung ihres Lehrers konnte sie 1924 in das Atelier von Arnoldo Bossi nach Lugano wechseln.
Durch ihren Bruder machte sie die Bekanntschaft verschiedener Künstler der Grupo Florida und wurde bald auch ein wichtiges Mitglied. 1928 heiratete Borges in Buenos Aires den Schriftsteller Guillermo de Torre, den sie bereits 1920 in Spanien kennengelernt hatte; das Paar hatte zwei Kinder.
Während des Zweiten Weltkriegs unterstützte Borges zusammen mit María Rosa Oliver, Annemarie Heinrich u. a. die Junta de la Vitoria von Cora Ratto de Sadosky und Ana Rosa Schlieper.
Am 20. Juli 1998 starb Norah Borges in Buenos Aires und fand dort ihre letzte Ruhestätte in der Familiengruft auf dem Friedhof La Recoleta.